# سنيجكا
سنيجكا (بالتشيكية: Sněžka)‏ ((بالبولندية: Śnieżka) (بالألمانية: Schneekoppe) هو جبل يقع في جبال كركونوشه، والتي تعد جزءاً من جبال السوديت الغربية الواقعة في أوروبا الوسطى على الحدود التشيكية البولندية.
يبلغ ارتفاع قمة هذا الجبل 1603 متر، وهو بذلك أعلى قمة في جمهورية التشيك.

## المناخ
يظهر الجدول التالي التغييرات المناخية على مدار السنة لسنيجكا:
| البيانات المناخية لـسنيجكا         | البيانات المناخية لـسنيجكا | البيانات المناخية لـسنيجكا | البيانات المناخية لـسنيجكا | البيانات المناخية لـسنيجكا | البيانات المناخية لـسنيجكا | البيانات المناخية لـسنيجكا | البيانات المناخية لـسنيجكا | البيانات المناخية لـسنيجكا | البيانات المناخية لـسنيجكا | البيانات المناخية لـسنيجكا | البيانات المناخية لـسنيجكا | البيانات المناخية لـسنيجكا | البيانات المناخية لـسنيجكا |
| الشهر                              | يناير                      | فبراير                     | مارس                       | أبريل                      | مايو                       | يونيو                      | يوليو                      | أغسطس                      | سبتمبر                     | أكتوبر                     | نوفمبر                     | ديسمبر                     | المعدل السنوي              |
| ---------------------------------- | -------------------------- | -------------------------- | -------------------------- | -------------------------- | -------------------------- | -------------------------- | -------------------------- | -------------------------- | -------------------------- | -------------------------- | -------------------------- | -------------------------- | -------------------------- |
| الدرجة القصوى °م (°ف)              | 9.8 (49.6)                 | 10.1 (50.2)                | 14.0 (57.2)                | 16.3 (61.3)                | 29.2 (84.6)                | 26.0 (78.8)                | 24.6 (76.3)                | 30.0 (86.0)                | 24.5 (76.1)                | 19.9 (67.8)                | 17.1 (62.8)                | 12.0 (53.6)                | 30.0 (86.0)                |
| متوسط درجة الحرارة الكبرى °م (°ف)  | −3.9 (25.0)                | −4.5 (23.9)                | −2.6 (27.3)                | 1.4 (34.5)                 | 6.9 (44.4)                 | 9.2 (48.6)                 | 11.6 (52.9)                | 11.5 (52.7)                | 7.4 (45.3)                 | 4.1 (39.4)                 | −0.4 (31.3)                | −2.9 (26.8)                | 3.2 (37.7)                 |
| المتوسط اليومي °م (°ف)             | −6.0 (21.2)                | −6.6 (20.1)                | −4.5 (23.9)                | −0.6 (30.9)                | 4.6 (40.3)                 | 7.1 (44.8)                 | 9.4 (48.9)                 | 9.4 (48.9)                 | 5.5 (41.9)                 | 2.0 (35.6)                 | −2.4 (27.7)                | −5.0 (23.0)                | 1.1 (33.9)                 |
| متوسط درجة الحرارة الصغرى °م (°ف)  | −8.0 (17.6)                | −8.5 (16.7)                | −6.4 (20.5)                | −2.5 (27.5)                | 2.3 (36.1)                 | 4.9 (40.8)                 | 7.3 (45.1)                 | 7.3 (45.1)                 | 3.7 (38.7)                 | 0.1 (32.2)                 | −4.2 (24.4)                | −6.7 (19.9)                | −0.9 (30.4)                |
| أدنى درجة حرارة °م (°ف)            | −27.0 (−16.6)              | −24.6 (−12.3)              | −23.0 (−9.4)               | −14.9 (5.2)                | −9.0 (15.8)                | −4.8 (23.4)                | −1.5 (29.3)                | −3.0 (26.6)                | −5.8 (21.6)                | −16.1 (3.0)                | −16.8 (1.8)                | −25.4 (−13.7)              | −27.0 (−16.6)              |
| الهطول مم (إنش)                    | 84.5 (3.33)                | 83.5 (3.29)                | 82.8 (3.26)                | 77.4 (3.05)                | 65.8 (2.59)                | 86.2 (3.39)                | 121.0 (4.76)               | 132.5 (5.22)               | 80.0 (3.15)                | 61.3 (2.41)                | 79.0 (3.11)                | 93.3 (3.67)                | 1٬047٫3 (41.23)            |
| متوسط أيام هطول الأمطار (≥ 1.0 mm) | 14.2                       | 13.5                       | 14.4                       | 10.0                       | 11.8                       | 13.1                       | 13.5                       | 10.8                       | 11.7                       | 11.3                       | 13.8                       | 14.8                       | 152.9                      |
| ساعات سطوع الشمس الشهرية           | 72.9                       | 66.6                       | 89.7                       | 167.6                      | 177.5                      | 176.5                      | 172.8                      | 180.2                      | 110.4                      | 92.8                       | 58.9                       | 62.0                       | 1٬427٫9                    |
| المصدر: Infoclimat.fr              |                            |                            |                            |                            |                            |                            |                            |                            |                            |                            |                            |                            |                            |

## اقرأ أيضاً
- كركونوشه
- جبال السوديت